# جامبينغ فلاش!
جامبينغ فلاش! (بالإنجليزية:Jumping Flash!) لعبة فيديو من نوع منظور شخص أول من تطوير شركتي ألترا وأكسترا ونشر وتوزيع شركة سوني إنتراكتيف إنترتينمنت صدرت لأول مره في 28 أبريل 1995 في اليابان وتعمل على جهاز بلاي ستيشن.
في عام 2018 ظهرت اللعبة على جهاز بلاي ستيشن كلاسيك.

## روابط خارجية
- جامبينغ فلاش! على موقع IMDb (الإنجليزية)

- فلاش! جامبينغ فلاش! على موبي غيمز